# Дмитровка (Синельниковский район)
Дми́тровка (укр. Дмитрівка) — село,
Дмитровский сельский совет,
Петропавловский район,
Днепропетровская область,
Украина.
Код КОАТУУ — 1223881501. Население по переписи 2001 года составляло 3772 человека.
Является административным центром Дмитровского сельского совета, в который, кроме того, входят сёла
Бажаны,
Видродження,
Кардаши,
Олефировка и
Чумаки.

## Географическое положение
Село Дмитровка находится на левом берегу реки Самара, в месте впадения в неё реки Чаплина,
выше по течению на расстоянии в 4 км расположено село Николаевка,
ниже по течению на расстоянии в 1,5 км расположено село Бажаны,
на противоположном берегу — село Марьина Роща.
Река в этом месте извилистая, образует лиманы, старицы и заболоченные озёра.
Через село проходят автомобильные дороги М-04 (E 50), Т-0427 и
железная дорога, станция Платформа 81 км.

## История
- Первое упоминание о селе Дмитриевка встречается в документах 1776 года.
- В XIX веке село Дмитриевка было волостным центром Дмитриевской 1-й волости  Павлоградского уезда Екатеринославской губернии[2].
- В селе Дмитриевка была Рождество-Богородицкая (до 1840-х - Димитриевская) церковь. Священнослужители Рождество-Богородицкой церкви:
  - 1886-1888 - старший священник Федор Иванович Иванов
  - 1886-1888 - священник Михаил Петрович Белоусов
  - 1886-1888 - диакон Семен Кочевский
  - 1886-1888 - псаломщик Иван Беззабава[2].

## Экономика
- ООО «Весна».

## Объекты социальной сферы
- Школа І-ІІІ ст.
- Школа І-ІІ ст.
- Детские сады.
- Дом культуры.
- Больница.

## Известные люди
Родились в селе:
- Комаров Михаил Фёдорович (1844 — 1913) — украинский этнограф.
- * Сайгак, Владимир Михайлович (1938-1996) — советский учёный и конструктор в области разработки ракетно-космической техники, кандидат технических наук (1987), профессор. Лауреат Государственной премии СССР (1971) и Государственной премии Российской Федерации (1993). Герой Социалистического Труда (1985).